# 大河原一次
大河原 一次（おおかわら いちじ、1903年（明治36年）9月20日 - 1988年（昭和63年）3月7日）は、昭和期の労働運動家、政治家。参議院議員。

## 経歴
福島県岩瀬郡長沼町（現須賀川市）で生まれる。1921年（大正10年）錦城中学校（現錦城学園高等学校）卒を経て、早稲田大学高等師範英文科を修了した。
1927年（昭和2年）古河鉱業（現古河機械金属）に入社し好間鉱業所に配属された。1930年（昭和5年）に退社し労働運動、農民運動に加わる。1945年（昭和20年）の終戦を迎えて常磐地方で日本社会党の支部と労働組合の結成に尽力し、日本炭鉱労働組合常磐地方本部執行委員長に就任し8期在任した。その他、福島県労働対策審議会委員などを務めた。
1953年（昭和28年）4月の第26回衆議院議員総選挙で福島県第3区から社会党左派公認で出馬して落選。次の第27回総選挙でも落選した。1956年（昭和31年）7月の第4回参議院議員通常選挙に福島県地方区から日本社会党公認で出馬して初当選。1962年（昭和37年）7月の第6回通常選挙で再選され、参議院議員に連続2期在任した。この間、参議院建設委員長、同石炭対策特別委員長、社会党福島県連副会長、同党中央委員、全日本農民組合福島県連会長などを務めた。
1973年（昭和48年）秋の叙勲で勲二等瑞宝章受章。
1988年（昭和63年）3月7日死去、84歳。死没日をもって従四位に叙される。

## 新鶴村簡易水道問題
1954年（昭和29年）以来、金田利雄が村長を務める新鶴村では簡易水道を布設して管理を行ってきたが、1963年（昭和38年）5月、新屋敷水源地が汚染され赤痢病が発生し714名の罹患者を出し、それを受け、金田村長を筆頭とした村当局は原因究明、整備、補強工事等の危機対応にあたり、調査の結果、当該水源地は安全上問題があり、その代替として二岐、仏沢両地区に安全性に優れた水源地を見出し、金田村長のもと、参院建設委員長等歴任の大河原と連携して国会に請願した「簡易水道布設費国庫補助に関する請願」が同年12月21日に受理され、国の協力を得ながら大規模測量、大規模工事を要する大事業であった広域簡易水道を完成させた。